# Gare d'Assier
La gare d'Assier est une gare ferroviaire française, de la ligne de Brive-la-Gaillarde à Toulouse-Matabiau via Capdenac, située sur le territoire de la commune d'Assier, dans le département du Lot en région Occitanie.
Elle est mise en service en 1862 par la Compagnie du chemin de fer de Paris à Orléans (PO).
C'est une gare de la Société nationale des chemins de fer français (SNCF), depuis le 1/1/1938, desservie par des trains Intercités et TER Occitanie.

## Situation ferroviaire
Établie à 342 mètres d'altitude, la gare d'Assier est située au point kilométrique (PK) 218,778 de la ligne de Brive-la-Gaillarde à Toulouse-Matabiau via Capdenac, entre les gares ouvertes de Gramat et de Figeac. Elle est séparée de Gramat par la gare fermée de Flaujac, et de Figeac par celle, également fermée, du Pournel.

## Histoire
La station d'Assier est mise en service le 10 novembre 1862 par la Compagnie du chemin de fer de Paris à Orléans (PO), lorsqu'elle ouvre à l'exploitation la section de Brive à Capdenac.
En 1896, la Compagnie du PO indique que la recette de la gare pour l'année entière est de 85 154 francs.
Le bâtiment voyageurs est remis en état en 1929 et l'année suivante on procède au remplacement d'un pont-bascule de 20 tonnes par un autre de 40 tonnes.

### Fréquentation
En 2014, c'est une gare voyageurs d'intérêt local (catégorie C : moins de 100 000 voyageurs par an de 2010 à 2011), qui dispose de deux quais, un abri et une traversée de voie à niveau par le public (TVP).
En 2023, selon les estimations de la SNCF, la fréquentation annuelle de la gare s'élève à 13 894 voyageurs.

## Service des voyageurs

### Accueil
Gare SNCF, elle dispose d'un bâtiment voyageurs, avec guichet, ouvert tous les jours. Elle est équipée d'automates pour l'achat de titres de transport. C'est une gare « Accès Plus » disposant d'aménagement et de services pour les personnes à la mobilité réduite.
Située sur une section à voie unique, c'est une gare d'évitement qui dispose d'une deuxième voie pour le croisement des trains. Un passage à niveau planchéié permet la traversée des voies et l'accès aux quais.

### Desserte

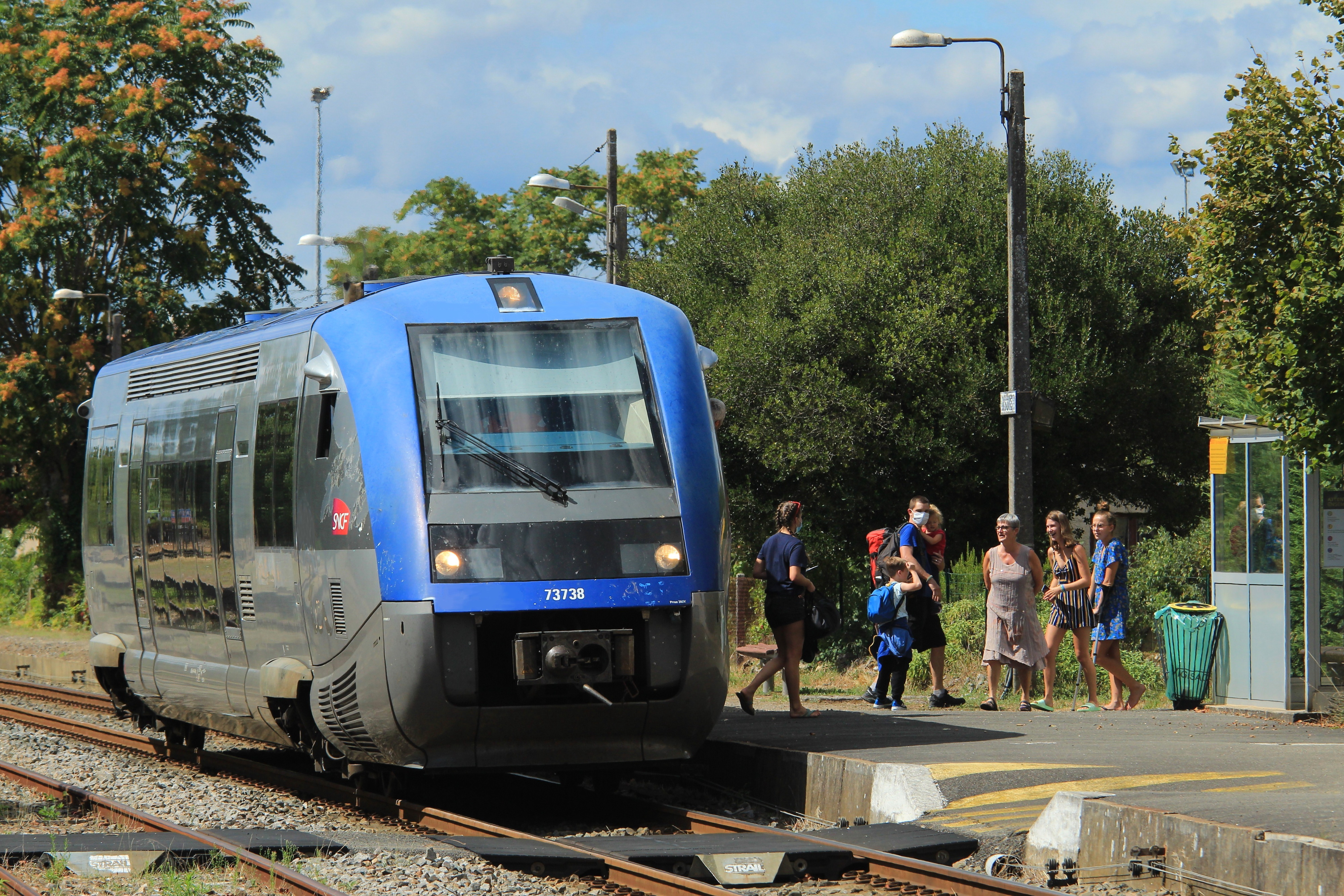
Un TER X 73500 à quai en gare.

Assier est desservie par les trains Intercités de la ligne Paris - Toulouse ou Albi, branche Paris-Austerlitz - Rodez - Albi et par des autorails TER Occitanie circulant entre Brive-la-Gaillarde et Rodez.

### Intermodalité
Un parking pour les véhicules est aménagé. 
Elle est desservie par un aller-retour autocar TER entre Figeac et Gramat le samedi.

## Patrimoine ferroviaire

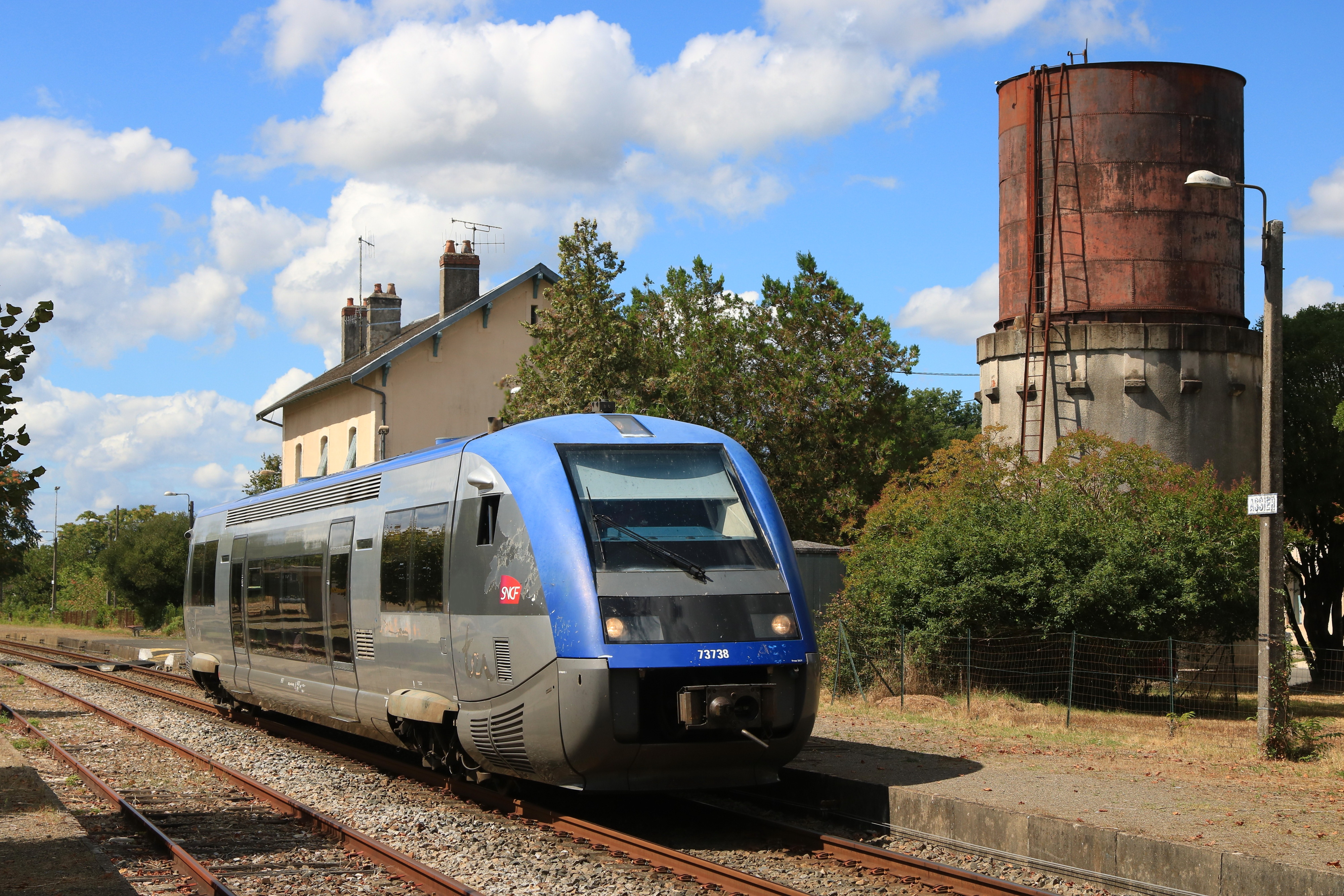
Un TER X 73500 quitte la gare et passe devant l'ancien château d'eau, vestige du temps de la vapeur.

Le bâtiment voyageurs et un ancien château d'eau utilisé au temps des locomotives à vapeur sont toujours en place.